# Francesc Jeroni Benet Franc
Francesc Jeroni Benet Franc fou ardiaca de Santa Maria del Mar de Barcelona i president de la Generalitat de Catalunya elegit el 22 de juliol de 1554. Se'n desconeixen més dades biogràfiques.
En aquest trienni continuaren els assetjaments de la flota turca al Mediterrània. Amb tot, les tensions internes es produeixen entre la Generalitat de Catalunya i el Consell de Cent enfrontats amb el virrei de Catalunya, Pere Afan de Ribera, duc d'Alcalà de los Gazules. En novembre de 1554, el virrei marxa a Perpinyà i deixa al mestre de camp Guevara com a lloctinent de capità general de Barcelona, qui col·locà defenses a les drassanes i al Consell de Cent. Això disgusta al conseller en cap que era a qui li corresponia convocar la Coronela per a defensar el territori. Aquests incidents es reproduïren crònicament en 1555 quan el Consell de Cent es negà a cedir el control dels portals de les muralles de Barcelona i quan l'amenaça turca de juliol de 1555 tornà a requerir l'organització de la defensa civil. Les reiterades pretensions dels estaments reials d'anul·lar els sistemes de mobilització per poder tenir sota control del virrei als cavallers toparen contínuament amb la Generalitat i el Consell amb un paper important de Lluís de Requesens i Zúñiga i Ferran de Sardenya, membres del braç militar.